# 페기 섀넌

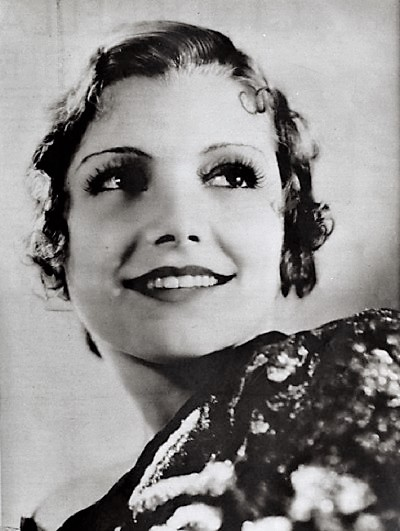

페기 섀넌(Peggy Shannon, 1907년 1월 10일 ~ 1941년 5월 11일)은 미국의 배우이다. 본명은 위노나 새먼(Winona Sammon)이다.
파인블러프에서 태어났으며 노스할리우드에서 사망하였다. 사인은 심근 경색이다.  할리우드 포에버 공동묘지에 매장되었다.

## 영화
- 여자들 (1939년)
- 대홍수 (1933년)